# محمدقاسم قاسمی گنابادی
محمدقاسم قاسمی گنابادی یا قاسم جُنابِدی متوفی در سال ۹۸۲ قمری. شاعر معاصر شاه طهماسب صفوی و از خاندان سادات اهل گناباد بود. گویا کلانتری شهر را خاندان او برعهده داشتند و این مقام به وی به ارث رسید اما آن را به برادرش واگذاشت و خود در سلک اهل دل درآمد و به شاعری روی آورد. فتوحات شاه اسماعیل صفوی را به نظم کشید اما گویا عطایی نیافت و از همی رو به دیار بکر (ناحیه‌ای در قسمت شمالی الجزیره بر کنار رود دجله) رفت و به خدمت محمود خان والی آن دیار پیوست. اگر چه در انواع مختلف شعر طبع آزمود اما در مثنوی‌گویی مهارت داشت. در سخنش تأثیر پیروان نظامی گنجوی در سدهٔ نهم آشکار است.

## آثار
- مهم‌ترین اثرش شاهنامه قاسمی است.
- گوی و چوگان یا چوگان‌نامه یا کارنامه ۹۴۷ قمری حدود ۱۵۰۰ بیت به امر شاه طهماسب اول
- شاهرخ‌نامه
- خسرو و شیرین ۹۵۰ قمری حدود ۳۰۰۰ بیت
- عمدةُ الاشعار
- زبدة الاشعار
- لیلی و مجنون ۹۷۸ قمری حدود ۲۴۵۰ بیت[۲]